# Iwan Mirtschuk
Iwan Iwanowytsch Mirtschuk (ukrainisch Іван Іванович Мірчук; * 18. Juni 1891 in Stryj, Österreich-Ungarn, (heute Oblast Lwiw, Ukraine); † 2. Mai 1961 in München) war ein ukrainischer Philosoph, Kulturhistoriker und gesellschaftlicher Aktivist.

## Leben und Wirken

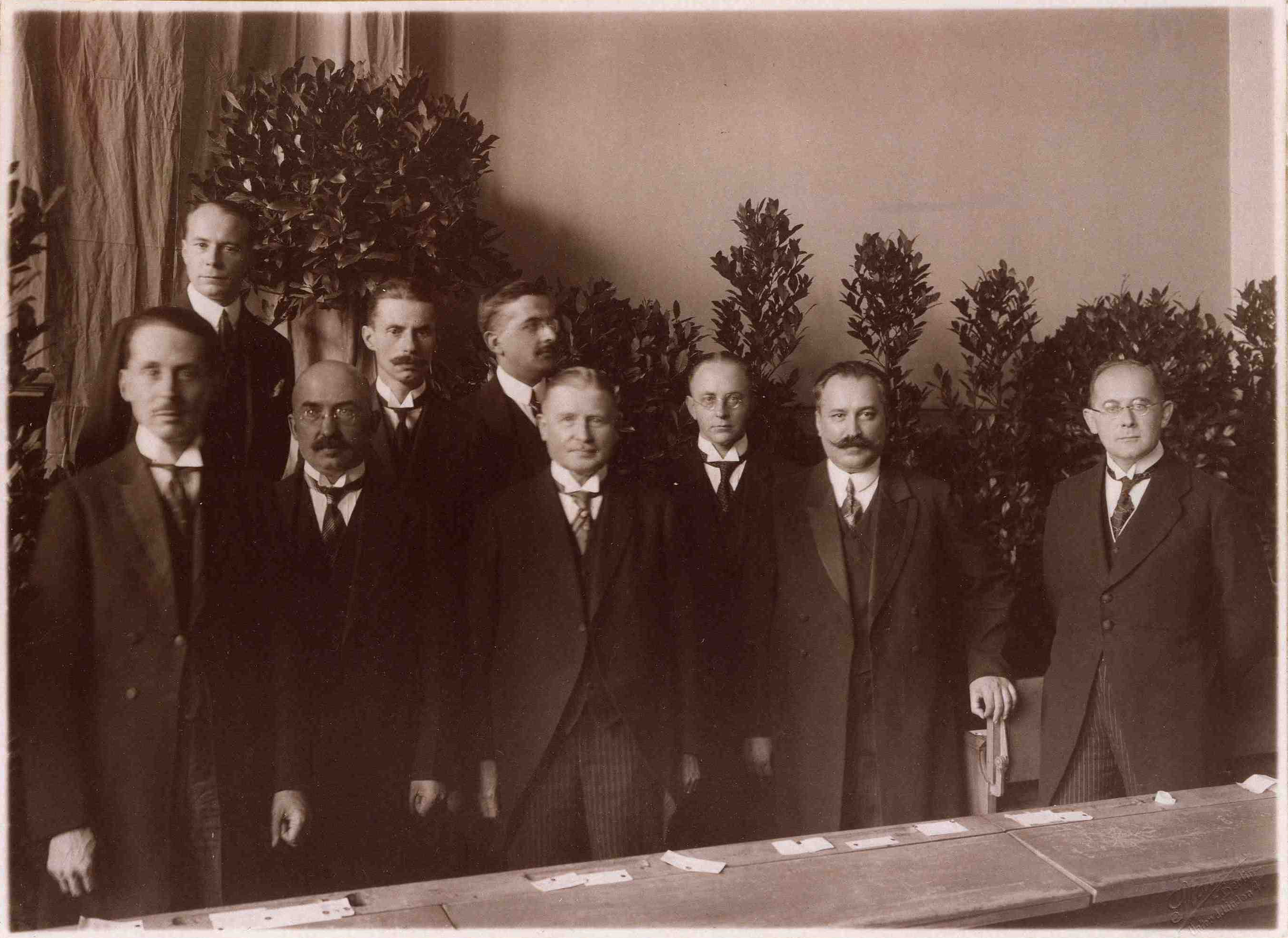
Gründungsmitglieder und Professoren des Ukrainischen Wissenschaftlichen Instituts in Berlin. 1. Reihe (von links nach rechts): Wolodymyr Korostowez, Oleksandr Skoropys-Joltuchowskyj, Wilhelm Groener, Max Vasmer, Dmytro Doroschenko, Georg Siegmund Keller; 2. Reihe: Wolodymyr Salosezkyj-Sas, Wjatscheslaw Lypynskyj, Iwan Mirtschuk, 1927

Iwan Mirtschuk wurde am 18. Juni 1891 in Stryj in Galizien als Sohn eines Majors der österreichischen Armee geboren. Nach dem Abschluss des Ersten Klassischen Gymnasiums in Stryj im Jahr 1909 begann er sein Studium an der Philosophischen Fakultät der Universität Wien. Zu seinen Lehrern zählten Adolf Stöhr und Friedrich Jodl. 1915 promovierte Mirtschuk mit der Dissertation Kants Theorie des Raumes und die nichteuklidische Geometrie. Anschließend arbeitete er als Assistent am Lehrstuhl von Adolf Stöhr, wurde jedoch zum Ersten Weltkrieg eingezogen, erlitt 1916 eine schwere Verwundung und wurde im Rang eines Leutnants entlassen. Nach dem Zerfall der Habsburgermonarchie beteiligte sich Mirtschuk aktiv an der Befreiungsbewegung der Ukraine und war Staatssekretär der Westukrainischen Volksrepublik, die am 19. Oktober 1918 in Lwiw ausgerufen wurde. Mit der polnischen Besetzung der Westukraine im darauffolgenden Jahr emigrierte er nach Wien.
1921 wurde in Wien die Ukrainische Freie Universität gegründet, an der Mirtschuk als Erster eine Habilitationsschrift mit dem Titel Metageometrie und Erkenntnistheorie verteidigte. Im selben Jahr wurde die Universität nach Prag verlegt, wo er anschließend zehn Jahre lang Philosophie, Ethik und Psychologie lehrte. In Prag setzte Mirtschuk seine Forschungen zur Philosophie Immanuel Kants fort und übersetzte als Erster dessen Werk Prolegomena zu einer jeden künftigen Metaphysik, die als Wissenschaft wird auftreten können ins Ukrainische.  Ab 1925 widmete er sich verstärkt der ukrainischen Kultur, beginnend mit einer Studie über Hryhorij Skoworoda. Als Philosoph setzte sich Mirtschuk für die Befreiung der Ukraine aus kultureller Unterdrückung ein und strebte ihre Anerkennung als gleichberechtigter europäischer Staat an.
Ab 1926 war Mirtschuk Mitglied des Ukrainischen Wissenschaftlichen Instituts in Berlin, das auf Initiative des Hetman Pawlo Skoropadskyj gegründet wurde. 1930 übernahm er dessen Leitung als Nachfolger von Dmytro Doroschenko und übersiedelte mit seiner Frau und seiner Tochter nach Berlin. Als Mitglied der emigrierten Hetman-Bewegung war er zudem Präsident des ukrainischen Vereins Hromada in Berlin. Er hielt Vorlesungen an der Deutschen Wirtschaftshochschule Berlin sowie an der Auslandswissenschaftlichen Fakultät der Universität Berlin. 1938 wurde Mirtschuk ordentliches Mitglied der Wissenschaftlichen Gesellschaft Schewtschenko, deren historisch-philosophische Sektion er von 1949 bis 1961 leitete.
Unter der redaktionellen Leitung von Mirtschuk wurde 1941 das Handbuch der Ukraine im Verlag Otto Harrassowitz veröffentlicht. 1945 zog Mirtschuk mit seiner Familie nach München, wo er gemeinsam mit Wadym Schtscherbakiwskyj die Wiedereröffnung der Ukrainischen Freien Universität initiierte, deren Tätigkeit in Prag durch sowjetische Repressionen eingestellt worden war. Er übernahm die Leitung der Philosophischen Fakultät und wurde dreimal zum Rektor gewählt (1947–1948, 1950–1955, 1956–1961). Ab 1946 war er außerdem Vorsitzender der Ukrainischen Freien Akademie der Wissenschaften. 1949 wurde er als erstes ausländisches Mitglied in die Bayerische Akademie der Wissenschaften aufgenommen. 1950 setzte er bei der Bayerischen Regierung die offizielle Anerkennung der akademischen Grade und Diplome der Ukrainischen Freien Universität durch. Ab 1954 war Mirtschuk wissenschaftlicher Mitarbeiter am Münchner Institut zur Erforschung der UdSSR und Herausgeber der Zeitschrift Sowjet Studien.
Iwan Mirtschuk verstarb am 2. Mai 1961 und wurde in München beigesetzt.

## Werke (Auswahl)
- Iсторія грецької етики. Prag 1922
- Г. С. Сковорода. Замітки до історії укр. культури. Prag 1926
- O slowjanskiej filozofii: Proba charakterystyki. 1927
- Петро Лодій та його переклад «Elementa philosophiae» Баумайстера. In: Abhandlüngen des ukrainischen wissenschaftlichen Institutes in Berlin. 1927
- H. S. Skoworoda, ein ukrainischer Philosoph des XVIII Jahrhunderts. In: Zeitschrift für slavische Philologie. 1928
- Tolstoj und Skoworoda, zwei nationalen Typen. In: Abhandlüngen des ukrainischen wissenschaftlichen Institutes in Berlin. 1929
- Hauptprobleme und Gründruge der slavische Philosophie. In: Kantstudien. Berlin 1930
- Der Messianismus bei den Slaven. In: Zeitschrift für Geschichte und Kultur der Slaven. Breslau 1931
- Die slavische Philosophie in ihrem Gründzügen und Hauptproblemen. In: Kyrios. Königsberg 1936
- Handbuch der Ukraine. (Hrsg.) Leipzig 1941
- Світогляд українського народу. Prag 1942
- Die ukrainische Kultur in ihrem geschichtlichen Werden. Berlin 1944
- «Братання» слов’янських народів на тлі большевицької дійсності. 1955
- Geschichte der Ukrainischen Kultur. München 1957
- Історія української культури. München, Lwiw 1994